# Au guet !
Au guet ! est le huitième livre des Annales du Disque-monde de l'écrivain anglais Terry Pratchett et publié en France en 1997.
Traduit par Patrick Couton, il fut publié en France en 1997 chez L'Atalante  (ISBN 2-84172-045-4) et en 2000 chez Pocket  (ISBN 2-266-09970-1).
L'œuvre originale fut publiée en 1989 sous le titre Guards! Guards!.
Une adaptation en bande dessinée est à l'heure actuelle en cours de production chez Atalante.

## Résumé
Carotte Fondeurenfersson, humain élevé chez les nains dans les Montagnes du Bélier, dans le secteur de la sorcière Magrat Goussedail, s'engage dans le Guet Municipal d'Ankh-Morpork. Sa naïveté, son éducation naine (qui ne connaît pas les compromis ni les métaphores) et sa force herculéenne lui causent des problèmes lorsqu'il arrête le président de la Guilde des voleurs, ou le patron et les consommateurs du Tambour Rafistolé, une taverne d'Ankh-Morpork.
La société secrète des Frères Éclairés désire renverser le Patricien et rétablir la royauté à Ankh-Morpork. Dans ce but, ses membres invoquent un dragon qui échappe à leur contrôle, ravage en partie la ville, puis réduit ses habitants en esclavage.
En tentant de rétablir l'ordre, le capitaine Vimaire fait la connaissance de dame Sybil Ramkin, riche héritière de l'aristocratie d'Ankh-Morpork. Elle dirige un foyer pour dragons des marais abandonnés (dragons miniatures domestiqués), qui est située avenue Scoune.

## Thèmes
- Le Guet Municipal, force de police d'Ankh-Morpork, ne sert plus à rien depuis que le Patricien a confié le maintien de l'ordre aux Guildes. Le capitaine Vimaire aimerait lui redonner son prestige.
- La police, le crime organisé, et le maintien de l'ordre
- Le pouvoir d'un démagogue sur un groupe de gens insatisfaits
- Les défenseurs des animaux abandonnés
- La franc-maçonnerie et les sociétés secrètes avec la Loge Suprême et Unique des Frères Éclairés

## Personnages
- Les membres du Guet Municipal :
  - Capitaine Samuel Vimaire
  - Carotte Fondeurenfersson
  - Sergent Frédéric Côlon
  - Caporal Chicque
- Les membres de la Loge Suprême et Unique des Frères Éclairés
- Le Patricien Havelock Vétérini
- Le bibliothécaire
- Sybil Deirdre Olgivanna Ramkin
- Première apparition de Planteur J.M.T.L.G.